# Popillia leleupi
Popillia leleupi är en skalbaggsart som beskrevs av Limbourg 2008. Popillia leleupi ingår i släktet Popillia och familjen Rutelidae. Inga underarter finns listade i Catalogue of Life.